# Darkhad (cheval)
Pour les articles homonymes, voir Darkhad.
Le Darkhad, ou Dathkad, est un type résistant de la race du cheval mongol, originaire des taïga d'altitude du Nord de la Mongolie. Il sert au transport et à la selle, mais la race est surtout réputée pour sa résistance au froid et pour son lait, les juments Darkhad ayant une productivité environ double par comparaison à celle des autres juments mongoles. Cette race est commune.

## Histoire

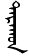
Caractères mongols du mot « Darkhad ».

Il constitue l'une des cinq lignées répertoriées chez le cheval Mongol, entre autres par CAB International. Il provient plus particulièrement des régions de taïga situées au Nord du pays, à haute altitude, dans la province de Khövsgöl.

## Description
Des différences de morphologie, de taille, de couleur de robe, de vitesse, d'endurance et de productivité existent entre les lignées de chevaux mongols,. Puissant, le Darkhad toise de 1,29 m à 1,32 m selon l'étude de CAB International. Il présente une poitrine large, un pelage épais, une crinière et une queue très fournies, une bonne musculature, et des sabots solides. Sa résistance au froid est remarquable, car il vit à des altitudes comprises entre 2 300 et 2 500 mètres, sur des couches de neige atteignant 40 à 60 cm l'hiver, et supporte alors des températures sous les −50°. Il constitue une race particulièrement adaptée à son berceau d'élevage.
Sa couleur de robe est décrite comme « blanche ». Parmi les éleveurs locaux, il s'agit de la couleur la plus recherchée.
Les éleveurs locaux changent l'étalon de leur harde tous les trois ans afin de prévenir la consanguinité, bien que d'après eux, un étalon sache intuitivement qu'il ne doit pas saillir ses propres filles.

## Utilisation

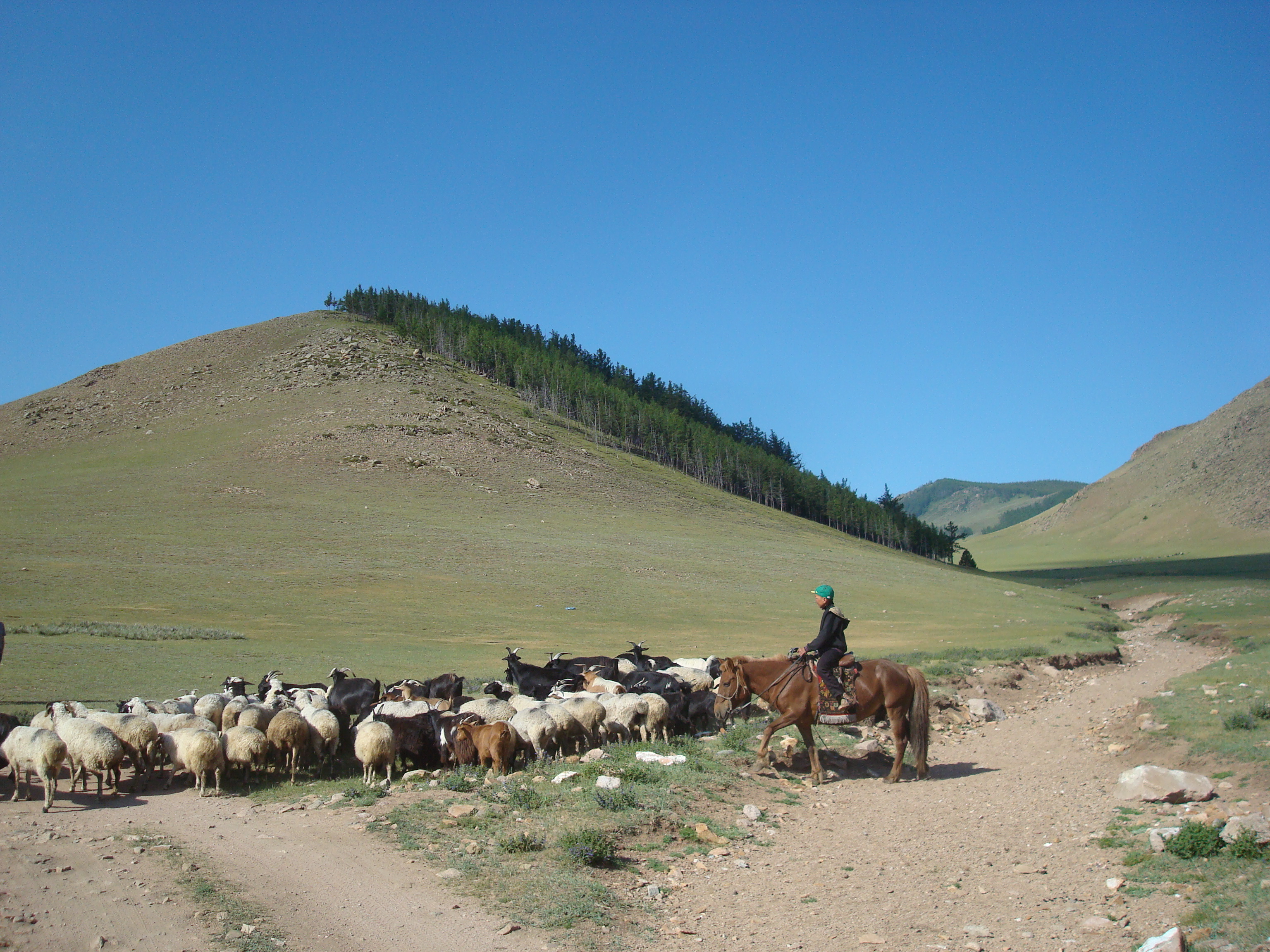
Cavalier avec son troupeau dans l'Aimag de Khövsgöl.

C'est un petit cheval utilisé principalement pour le transport, notamment sous la selle et au bât. Malgré sa petite taille, d'après la tradition orale, il est réputé capable de porter jusqu'à 150 kg. Il est aussi élevé pour le lait des juments. Les juments donnent en moyenne 500 à 800 ml par lactation, soit environ le double de la production des chevaux mongols classiques.
Les cavaliers de la région de Darkhad ont des pratiques spécifiques, assez différentes de celle des autres cavaliers mongols, probablement influencées par leurs conditions géographiques. Ils coupent les fanons de leurs chevaux, mais jamais la crinière (ni même le passage de têtière de la bride), de manière à leur conserver une protection contre le froid. Certaines activités sont saisonnières, par exemple, l'hiver, la monte des étalons ne dépasse pas trois jours.

## Diffusion de l'élevage
Le Darkhad est une race indigène à la Mongolie. En 2002, les effectifs recensés pour l'Organisation des Nations unies pour l'alimentation et l'agriculture se montent à 15 600 têtes. La lignée semble globalement répandue, le recensement mongol de 2004 donnant 15,6 hardes, et précisant que cette race est largement utilisée et diffusée.
L'étude menée menée par Rupak Khadka, de l'université d'Uppsala, en 2010, considère le Darkhad comme une race de chevaux locale asiatique, qui n'est pas menacée d'extinction.